# محمد بحاري
محمد بحاري (من مواليد 29 يونيو 1976 في سيدي بلعباس، الجزائر) هو ملاكم من الجزائر. فاز بحاري على الميدالية البرونزية في دوري الدرجة المتوسط (71-75 كلغ) في دورة ألعاب الأولمبياد الصيفية 1996 في اتلانتا.

## نتائج الألعاب الأولمبية
- فاز على ماركوس توماس (بربادوس) بإيقاف الحكم في الجولة الثانية (2:20)
- فاز على أكين كولوغلو (جورجيا) 8–5
- فاز على بريان ماجي (إيرلندا) 15–9
- خسر أمام مالك بيليرولو (تركيا) 11-11، قرار الحكم

## المسيرة الاحترافية
تحول بحري إلى الاحتراف في عام 2003، وكانت مباراته الأخيرة في عام 2004، واعتزل بسجل 3 انتصارات، 2 هزائم، و2 تعادلات.[بحاجة لمصدر]

## سجل الملاكمة الاحترافي
| 3 انتصارات (1 بالضربة القاضية، 2 بالقرار)، 2 هزائم (1 بالضربة القاضية، 1 بالقرار)، 2 تعادلات |       |                      |                        |               |            |                                   |         |
| النتيجة                                                                                      | السجل | المنافس              | الطريقة                | الجولة، الوقت | التاريخ    | المكان                            | ملاحظات |
| هزيمة                                                                                        | 3-2-2 | غوسمير بيردومو       | ضربة قاضية تقنية (TKO) | 2 (6)         | 2004-10-21 | قصر الرياضات، لوفالو-بيريه، فرنسا |         |
| تعادل                                                                                        | 3-1-2 | فيكتور أنسولا مايالا | قرار النقاط (PTS)      | 8             | 2004-06-18 | لي بين-ميربو، فرنسا               |         |
| هزيمة                                                                                        | 3-1-1 | فريدريك ماينهاجوييت  | قرار النقاط (PTS)      | 6             | 2004-02-27 | هيريس، فرنسا                      |         |
| فوز                                                                                          | 3-0-1 | نور الدين معزوز      | ضربة قاضية (KO)        | 2 (4)         | 2003-10-10 | قصر الرياضات، مرسيليا، فرنسا      |         |
| تعادل                                                                                        | 2-0-1 | كريستوف كاراجوز      | قرار النقاط (PTS)      | 6             | 2003-04-18 | هيريس، فرنسا                      |         |
| فوز                                                                                          | 2-0   | أنتوان لوجاكونو      | قرار النقاط (PTS)      | 6             | 2003-03-08 | قصر الرياضات، مرسيليا، فرنسا      |         |
| فوز                                                                                          | 1-0   | منير ساحلي           | قرار النقاط (PTS)      | 4             | 2003-02-22 | مرسيليا، فرنسا                    |         |

## المسيرة المهنية
الألعاب الأولمبية
- الألعاب الأولمبية 1996 (أتلانتا، الولايات المتحدة الأمريكية) (-75 كجم)

بطولة العالم للملاكمة للهواة
- دور ربع النهائي بطولة العالم للشباب (إسطنبول، تركيا) 1994 (-75 كجم)
- دور الـ16 بطولة العالم للملاكمة للهواة 1995 (برلين، ألمانيا) (-75 كجم)

CISM - بطولة العالم العسكرية
- بطولة CISM (سان أنطونيو، الولايات المتحدة الأمريكية) 1997 (- 81 كجم )

بطولة إفريقيا للملاكمة هواة
- الألعاب الإفريقية 1998 ( الجزائر العاصمة، الجزائر ) (- 81 كجم )
- بطولة أفريقيا للملاكمة للهواة ( جوهانسبرغ، جنوب أفريقيا) 1994 (-75 كجم)

ألعاب أفريقيا
- ألعاب أفريقيا (هراري، زيمبابوي ) 1995 (-75 كجم)
- ألعاب أفريقيا ( جوهانسبرغ، جنوب أفريقيا) 1999 (- 81 كجم )

الألعاب العربية
- الألعاب العربية 1999 ( بيروت، لبنان) (-75 كجم)
- الألعاب العربية 1999 (عمان، الأردن) (- 81 كجم )

### البطولات الدولية
- إيطاليا جونيور ( سردينيا، إيطاليا )1994 (- 81 كجم )
- كأس الرئيس (جاكرتا، إندونيسيا) 1995 (-75 كجم)
- دور ربع النهائي ستاندجا ميموريال (صوفيا، بلغاريا) 1996 (-75 كجم)

 برونزية ألعاب الأولمبياد الصيفية 1996

## روابط خارجية
- محمد بحاري على موقع بوكس ريك (الإنجليزية) (registration required)
- محمد بحاري على موقع أوليمبيديا (الإنجليزية)